# Saudijsko ratno zrakoplovstvo
Saudijsko ratno zrakoplovstvo (arapski: القوات الجوية الملكية السعودية) ili Kraljevsko saudijsko zrakoplovstvo je grana Oružanih snaga Saudijske Arabije. Osnovano je sredinom 1920-ih uz pomoć britanaca. Reorganizirano je 1950., a od 1952. surađuje s američkim ratnim zrakoplovstvom.
U svom sastavu ima preko 700 zrakoplova, od čega najviše američkih F-15 Eagle i njegovih inačica. Naručeno je 72 borbenih zrakoplova Eurofighter Typhoon koji bi trebali zamijeniti već zastarijele Panavia Tornado.

### Unutarnje poveznice
- Ratno zrakoplovstvo SAD-a
- Kraljevske zračne snage
- Brazilsko ratno zrakoplovstvo

## Vanjske poveznice
- (arap.) Saudijsko ratno zrakoplovstvo  Arhivirana inačica izvorne stranice od 7. listopada 2011. (Wayback Machine), službena stranica